# Dialecte constitutif
En dialectologie, un dialecte constitutif d'une langue est un dialecte résultant de l'évolution in situ d'une autre langue. Autrement dit, c'est un des dialectes parlés dans la région d'origine d'une langue.
La notion s'oppose à celle de dialecte consécutif. Il s'agit de deux termes forgés par le dialectologue Joan Veny, spécialiste du catalan.
De façon générale, les zones de dialectes constitutifs présentent un taux de divergence et d'innovation supérieur aux zones dialectales consécutives.
Dans le cas de certaines langues qui n'ont pas connu d'extension significative de leur domaine linguistique originel, comme l'occitan, l'ensemble des dialectes peuvent être considérés comme constitutifs.